# Fin de fiesta
Pour plus de détails, voir Fiche technique et Distribution.
Fin de fiesta est un film argentin réalisé par Leopoldo Torre Nilsson et sorti en 1960.

## Synopsis
Argentine. Années 1930. Adolfo est amoureux de sa cousine et s'oppose farouchement à son grand-père, notable cruel et corrompu dont le pouvoir finira par s'effondrer. 

## Fiche technique
- Titre du film : Fin de fiesta[1]
- Réalisation : Leopoldo Torre Nilsson
- Scénario : Ricardo Luna, L. Torre Nilsson et Beatriz Guido (es) d'après son propre roman
- Photographie : Ricardo Younis - Noir et blanc
- Musique : Juan Carlos Paz
- Décors : Emilio Rodriguez Mentasti, Juan José Saavedra
- Production : Néstor R. Gaffet, Juan Sires et L. Torre Nilsson pour Producciones Ángel
- Durée : 97 minutes
- Date de sortie : 23 juin 1960

## Distribution
- Arturo García Buhr : Adolfo Braceras
- Lautaro Murúa : Guastavino
- Graciela Borges : Marianna Braceras
- Leonardo Favio : Adolfo Peña Braceras
- Elena Tritek : la prostituée
- Lydia Lamaison
- Osvaldo Terranova

## Analyse
- « J'ai réalisé Fin de fiesta avec le propos de construire une fresque sociale », dit Leopoldo Torre Nilsson[2]. De fait, « dans l'œuvre du cinéaste argentin, Fin de fiesta s'inscrit à la pointe d'une évolution qui le conduit à approfondir vers la dimension sociale l'étude de l'aliénation morale de ses personnages. »[3]
- « Fin de fiesta est mon onzième film. Je l'ai fait en toute liberté, avec les composants désirés à portée de la main. Toute limitation de forme et de fond est le seul résultat de mes propres limites », fait remarquer Leopoldo Torre Nilsson[4].
- Inspiré, une fois encore, d'un roman écrit par sa compagne Beatriz Guido, son contenu rappelle celui des Fous du roi (All the King's Men), réalisé par Robert Rossen d'après Robert Penn Warren, mais, c'est surtout un tableau de la vie politique argentine avant Perón.
- Le personnage du grand-père Braceras  est, en ce sens, édifiant. « Braceras est un de ces hommes qui ont fondé la République Argentine sur les cadavres des Indiens, qui ont maintenu l'ordre et ne se rendent pas compte que cette époque est désormais révolue. Fin de fiesta : le titre est significatif. La fête est terminée, la pièce est jouée et derrière le décor abîmé on voit maintenant les coulisses », rappelle Marcel Oms[5].
- Pourtant, l'idée centrale du film est, avant tout, celle-là : « un jeune homme (Adolfo) se débat dans des rapports d'étroite dépendance envers un homme mûr à la puissance établie (Braceras). L'analyse de cette aliénation en met les composantes en évidence : éducation puritaine et frustrée [...], mensonges systématiques, cloisonnement social, intrigues... »[6] Torre Nilsson s'explique : « J'ai eu le souci de montrer le choc de deux générations, l'une avec le pouvoir absolu, l'autre amenée à découvrir le revers de ce pouvoir : l'humiliation, la misère et la dégradation morale. »[7]
- « Les rapports psychologiques entre les différents personnages participent d'une constante dualité ; [...] Les motivations d'Adolfo sont tantôt purement intérieures, tantôt dictées par le spectacle du monde extérieur. [...] Adolfo est un jeune homme au seuil de l'âge adulte. Son évolution subit les influences contradictoires du monde intérieur et des contraintes sociales. [...] Pourtant la révolte morale contre la corruption et la violence politiques, et la révolte de l'amour contre les tabous puritains se joindront en un même élan vers la fin. Après la chute de Braceras et sa mort, Adolfo retrouve Mariana, sa cousine. "Viens avec moi, lui dit-il, après avoir avoué son amour. Maintenant j'ai besoin de toi." »[8]
- « L'amour qui cristallise la soif de pureté ébranlera l'édifice », écrit encore Marcel Oms[9]. On retrouve dans Fin de fiesta l'un des thèmes de prédilection de Beatriz Guido et de Leopoldo Torre Nilsson réunis : la séquestration et l'on songe, plus d'une fois, à Luis Buñuel  : Marcel Oms cite la scène où Adolfo poursuit Rosa Padilla, la fille du fermier, la caméra promenant sensuellement son objectif sur les pieds nus de celle-ci, insistant sur l'attitude effrayée de la jeune femme mise en parallèle avec celle d'une poule[5].